# Staraja Derevnja (metrostation)
Staraja Derevnja (Russisch: Старая Деревня) is een station van de metro van Sint-Petersburg. Het station maakt deel uit van de Froenzensko-Primorskaja-lijn en werd geopend op 14 januari 1999. Het metrostation ligt in het district Primorski in het noordwesten van Sint-Petersburg, net boven de delta van de Neva. De naam van het station betekent "Oud Dorp" en verwijst naar de wijk waarin het ligt. Op het naast het metrostation gelegen gelijknamige spoorwegstation kan overgestapt worden op treinen van het voorstadsnet. Het station ligt 61 meter onder de oppervlaktebeschikt over een perronhal met een gewelfd plafond. Het bovengrondse toegangsgebouw bevindt zich op de hoek van de Torfjanaja doroga (Turfweg) en de Mebelnaja oelitsa (Meubelstraat).

## Galerij

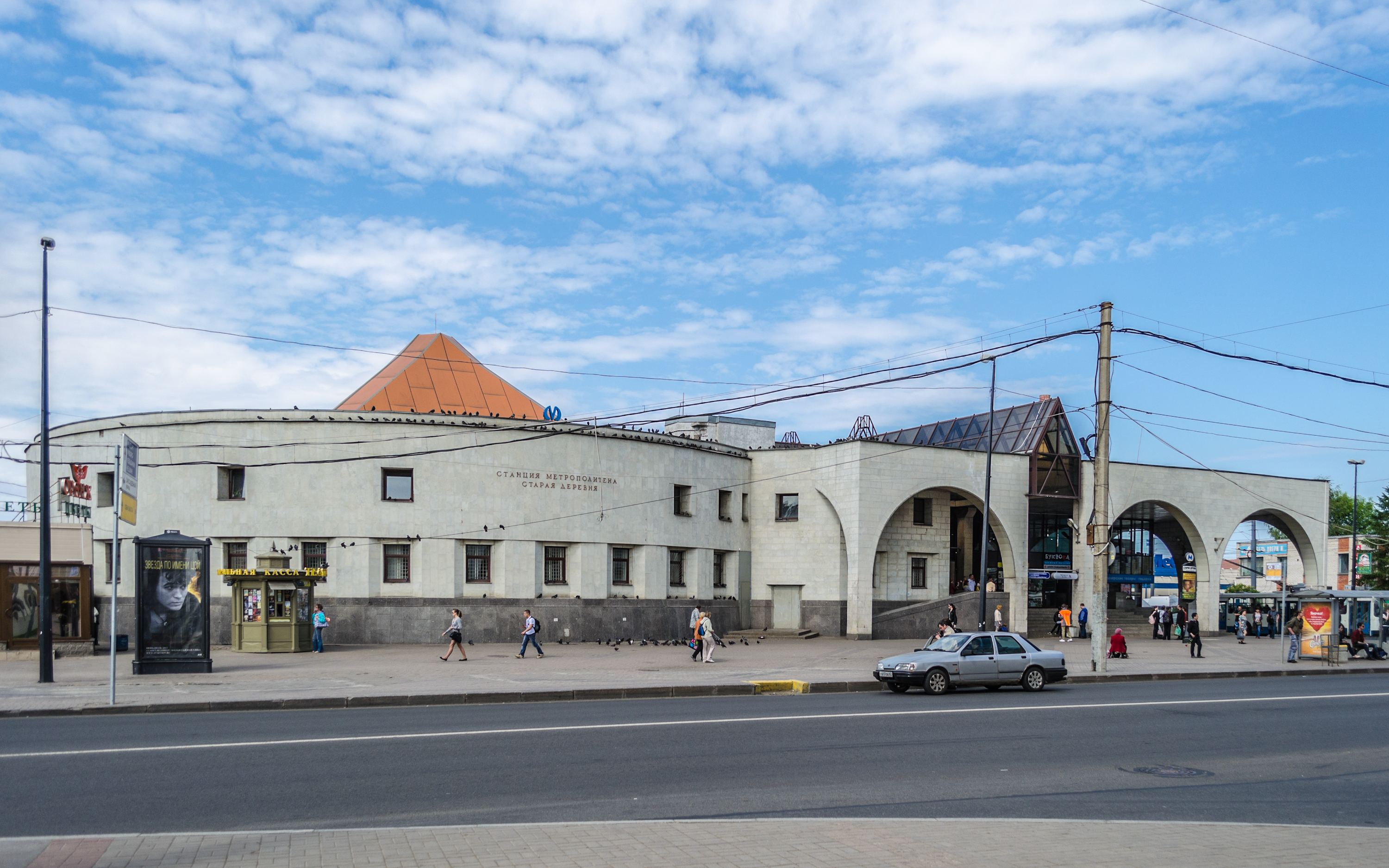
Bovengronds stationsgebouw